# Sun Wukong
Sun Wukong (xinès tradicional: 孫悟空, xinès simplificat: 孙悟空, pinyin: Sūn Wùkōng), popularment conegut com el Rei Mico, és un personatge fictici de la literatura xinesa que protagonitza la novel·la Viatge a l'Oest, basada en les històries populars que es remunten a la dinastia Tang. Està representat amb l'anatomia d'un home però amb cara de mico, cos pelut i cua, que té poders sobrenaturals i és capaç de fer màgia. A l'obra apareix com un ésser intel·ligent, vivaç, lleial i animat; el seu caràcter el va convertir en una encarnació d'enginy, valentia i rebel·lió contra la justícia divina.
A Viatge a l'Oest, es relata que Sun Wukong va néixer com a adult (sense infantesa) a partir d'una pedra situada al cim d'una muntanya i que havia acumulat la força del cel, de la Terra, del Sol i de la Lluna. Al llibre La Vida i la Mort (生死簿, una obra de la mitologia del budisme) es deia que Sun Wukong moriria als 342 anys. Com que ell sabia que moriria amb aquesta edat, va intentar trobar la immortalitat. Va trobar un monjo budista (菩提祖师) que li va ensenyar 5 maneres de canviar la forma del seu cos —modificar la seva edat, tipus de persona, mida, aparença d'objecte o animal i invisibilitat—, tot adquirint 72 maneres de no morir.

## Poders
Sun Wukong té una força sobre humana, capaç d'aixecar i moure de manera àgil i natural el seu bastó, Ruyi Jingu Bang, que pesa aproximadament uns 8.100 kg. També és capaç de travessar llargues distàncies d'uns 54.000 km d'un sol salt, per això, sovint se l'il·lustra volant sobre els núvols. Sun Wukong també disposa de l'habilitat de poder transformar-se en objectes o animals, però té la dificultat de no poder transformar-se en home, ja que la seva cua no desapareix en transformar-se. En Sun Wukong és un temible lluitador marcial el qual és capaç de donar guerra als Protectors del cel. A més a més, tot el seu pelatge conté propietats màgiques capaces de transformar-se en armes i animals, té el do de poder controlar corrents de vent, separar l'aigua, crear barreres protectores, contenir éssers malignes, congelar humans i és immortal. És considerat un dels dimonis més poderosos.

## Vida
En Sun Wukong neix d'una pedra formada pel caos que hi havia a la Xina en aquells temps. La pedra es trobava a la muntanya de les flors i la fortuna (en xinès: 花果山; en pinyin: Huāguǒ-shān) una vegada neix, decideix unir-se al clan dels micos xinesos, a poc a poc es va començar a guanyar el respecte del clan a causa de la seva valentia i actes heroics durant els seus primers anys, però la veritable raó per la qual el van nomenar Rei Mico és gràcies al descobriment d'una cova darrera d'una cascada anomenada cova de la cortina d'aigua (en xinès: 水帘洞; en pinyin: Shuǐlián-dòng) des d'aquell dia la cova es va convertir en l'hàbitat del clan dels micos. Anava passant el temps i els micos més grans s'anaven morint, aleshores Sun Wukong pren la decisió d'obtenir la immortalitat.
Durant el seu viatge per aconseguir la immortalitat va conèixer un home que el va triar com a deixeble i li va ensenyar habilitats màgiques conegudes com les "72 transformacions de Sun Wukong", el salt dels núvols que era la màgia que permetia a Sun Wukong recorre diversos quilòmetres d'un sol salt, i també la tècnica de poder transformar cada cabell del seu pelatge en armes o en clons de si mateix. Com a conseqüència d'actes indecents amb la seva màgia el van fer fora del temple, tot prometent que no diria a ningú com havia aconseguit els poders.
Una vegada expulsat del temple Sun Wukong es disposava a aconseguir una de les armes místiques més cobejades, el Ruyi Jingu Bang un tresor del rei drac que conté el poder per mantenir l'estabilitat del mar i la marea que envoltava el castell. En Sun Wukong es disposa a entrar al temple i roba el llegendari bastó utilitzant una gran estratègia: en Sun Wukong es cola en secret al temple i pren el bastó reduint-lo a la mida d'una agulla i l'amaga darrere de l'orella, així doncs quan Sun Wukong surt del temple crea una distorsió a l'oceà i provoca així el fenomen de les onades i els corrents marins.
Una vegada aconsegueix el bastó, sotmet els quatre dracs de la mar perquè li donin el millor armament: des d'una cota de malla daurada, passant per una capa feta de plomes de fènix i com a darrer regal unes botes màgiques que permetien caminar per sobre els núvols. L'Emperador de Jade se n'assabenta i convida en Sun Wukong a sopar al seu temple en un intent de dominar els seus poders i parar-li els peus. Li havia parat una emboscada, però malgrat l'atac sorpresa, gràcies als seus poders en Sun Wukong aconsegueix menjar-se un dels préssecs de la immortalitat i l'elixir de la joventut eterna. Un cop obté aquestes qualitats es disposa a derrotar tota l'aliança que havia preparat l'emperador i al final aconsegueix derrotar els 10.000 homes de l'exèrcit.
El nou objectiu d'en Sun Wukong era derrotar els quatre reis celestials, però per mala sort l'exèrcit del cel el va capturar i el va col·locar dins d'una olla de vuit trigrames i se suposava que les flames de l'olla l'havien de cremar, però al cap de 49 dies en Sun Wukong va aconseguir escapar de l'olla. Després de meditar va decidir cridar directament a Buda el qual va fer un tracte amb en Sun Wukong. El tracte consistia a veure si en Sun Wukong podia escapar de la mà del Buda d'un sol salt, en Sun accepta i es disposa a saltar arribant a una zona deserta, on només hi havia 5 pilars, en Sun pensant que havia arribat al final del cel va deixar una marca a una de les 5 columnes. Una vegada deixa la seva marca, decideix tornar i aterra al palmell de la mà del Buda mirant enrere s'adona que havia signat sobre un dels dits del buda.
En Sun Wukong intenta escapar, però el Buda el tanca dins d'una muntanya. Cinc segles després seria alliberat per Xuanzang el qual li col·locaria una cinta al cap la qual s'ajustaria causant un dolor insuportable a en Sun, així doncs no podria desobeir-lo donant peu que en Sun és convertís en Buda juntament amb el seu mestre i el Príncep Drac.

## Personatges basats en Sun Wukong
El personatge més conegut basat en Sun Wukong és Son Goku. Protagonista de la saga de Bola de Drac. La sèrie té petites variacions respecte de la història original pel fet que en Son Goku no es transforma a voluntat sinó que es transforma en ōzaru amb la lluna plena una forma de mico gegant que adopta perquè és un saiyan. Però hi ha altres personatges com l'Oolong que sí que posseeix el do de les 72 transformacions. La sèrie té molts punts similars, tenint en compte que només es troben a la primera part de la saga, és a dir, dintre de Bola de Drac.
També el protagonista del videojoc Black Myth: Wukong, està basat en el personatge i l'univers de la novel·la.